# Milà-Sanremo 1941
La Milà-Sanremo 1941 fou la 34a edició de la Milà-Sanremo. La cursa es disputà el 19 de març de 1941, sent el vencedor final l'italià Pierino Favalli, que s'imposà en solitari a la meta de Sanremo.
69 ciclistes hi van prendre part, acabant la cursa 48 d'ells, tots ells italians.

## Classificació final
|    | Ciclista           | Equip     | Temps      |
| -- | ------------------ | --------- | ---------- |
| 1  | Pierino Favalli    | Legnano   | 7h 46' 25" |
| 2  | Mario Ricci        | Legnano   | + 1' 39"   |
| 3  | Pietro Chiappini   | Olympia   | + 5' 37"   |
| 4  | Fiorenzo Magni     | Bianchi   | m. t.      |
| 5  | Mario de Benedetti | Legnano   | m. t.      |
| 6  | Giordano Cottur    | Viscontea | m. t.      |
| 7  | Domenico Pedevilla | -         | m. t.      |
| 8  | Giuseppe Magni     | -         | + 8' 25"   |
| 9  | Enrico Mollo       | -         | + 8' 29"   |
| 10 | Fausto Coppi       | Bianchi   | + 11' 07"  |